# Anastatus lichtensteini
Anastatus lichtensteini is een vliesvleugelig insect uit de familie Eupelmidae. De wetenschappelijke naam is voor het eerst geldig gepubliceerd in 1921 door Ruschka.